# Tanja Bergkvist
Tanja-Helena Dessislava Bergkvist (Lund, Suécia, 3 de janeiro de 1974) é uma matemática sueca.
Obteve um doutorado em matemática em 2007 na Universidade de Estocolmo, com a tese Asymptotics of Eigenpolynomials to Exactly Solvable Operators, orientada por Boris Shapiro.
Atuou como professora no Instituto Real de Tecnologia, Universidade de Uppsala e no Sigtunaskolan Humanistiska Läroverket. Também trabalhou como pesquisadora na Agência Sueca de Pesquisa de Defesa. Ganhou notoriedade por sua abordagem conservadora em relação aos estudos de gênero.